# Châtillon-sur-Broué
Pour les articles homonymes, voir Châtillon et Broué (homonymie).
Châtillon-sur-Broué est une commune française, située dans le département de la Marne en région Grand Est.

## Géographie

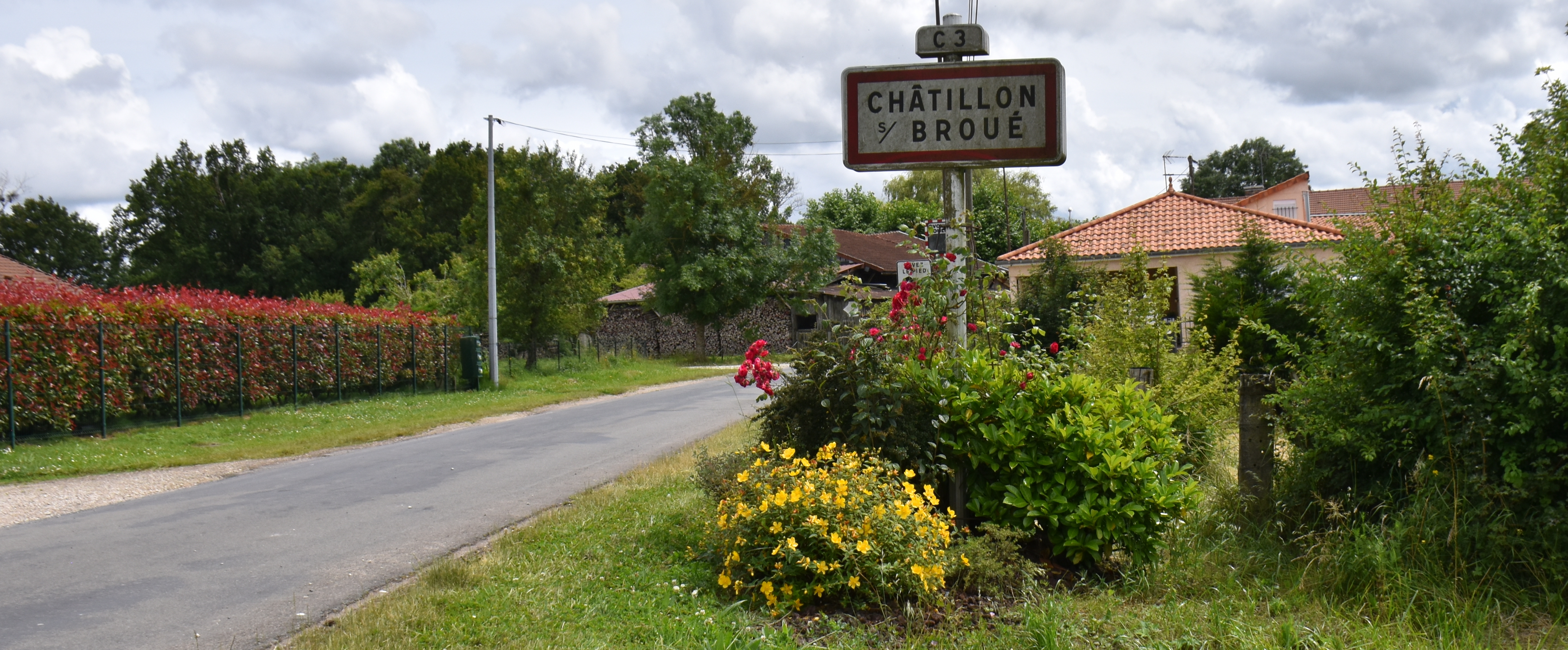
Une entrée de la commune.

### Localisation
Châtillon-sur-Broué se situe dans le sud-est de la Marne, à proximité de l'Aube et de la Haute-Marne.
Châtillon-sur-Broué est limitrophe des communes d'Outines à l'ouest, de Droyes au sud et de Giffaumont-Champaubert à l'est. Le territoire communal forme un triangle grossier entre ces communes.
Le territoire de la commune est limitrophe de ceux de trois communes :
|         |                     |                        |
| Outines | Châtillon-sur-Broué | Giffaumont-Champaubert |
|         | Droyes              |                        |

### Géologie et relief
Au sud-ouest du village, on trouve un bois appelé la Culée, et un autre au nord, au lieu-dit la Côte du Vieux Moulin.
Hydrogéologie et climatologie : Système d’information pour la gestion des eaux souterraines en Seine-Normandie, par le BRGM :
Territoire communal : Occupation du sol (Corinne Land Cover); Cours d'eau (BD Carthage),
Géologie : Carte géologique; Coupes géologiques et techniques,
 Hydrogéologie : Masses d'eau souterraine; BD Lisa; Cartes piézométriques.

### Hydrographie
La commune est dans la région hydrographique « la Seine de sa source au confluent de l'Oise (exclu) » au sein du bassin Seine-Normandie. Elle est drainée par le ruisseau des Gros Prés, qui prend sa source à Drosnay, la Varanne et le Fossé 02 des Basses Terres,,.

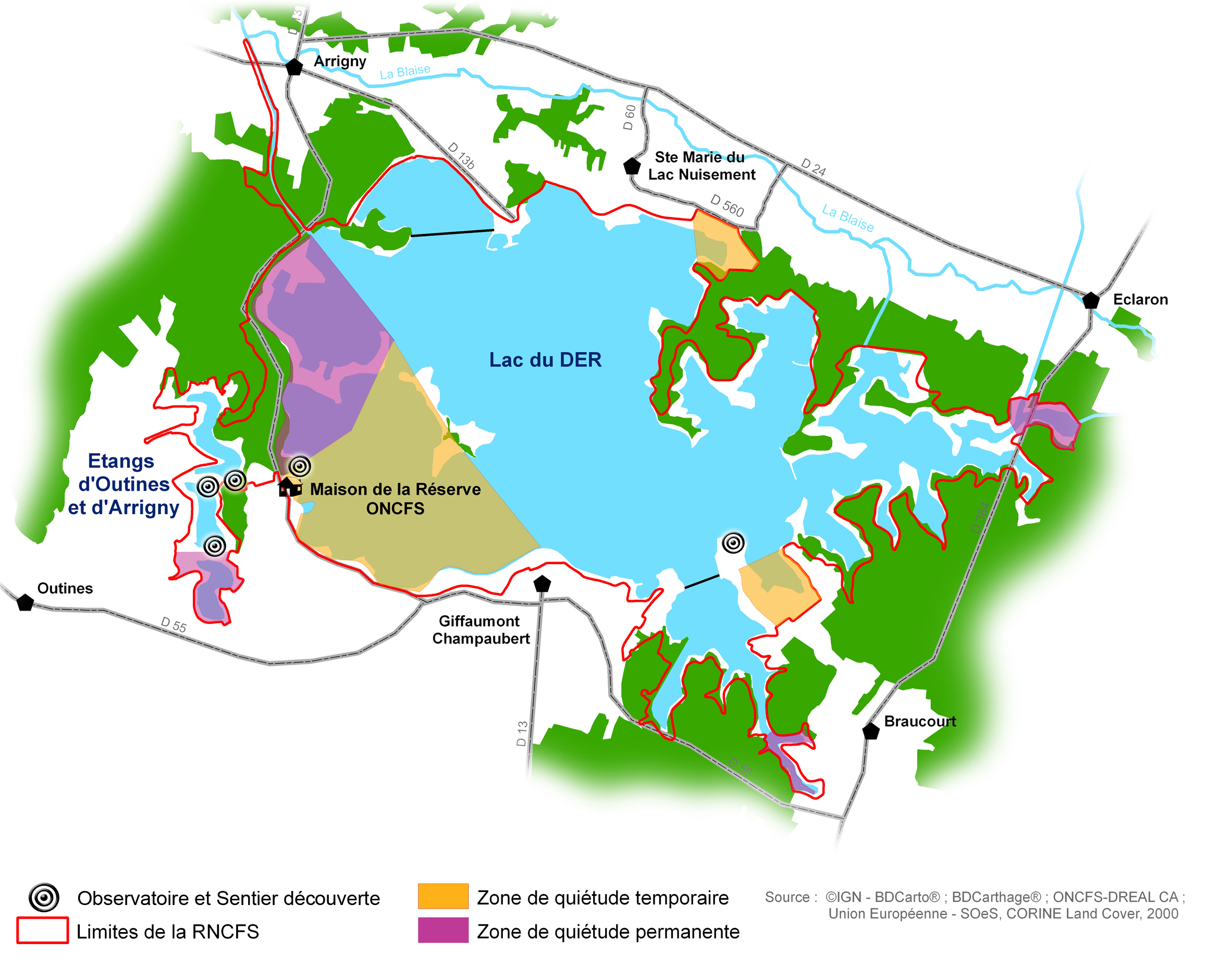
Carte de la Réserve Nationale de Chasse et de Faune Sauvage du lac du Der et des étangs d'Outines et d'Arrigny
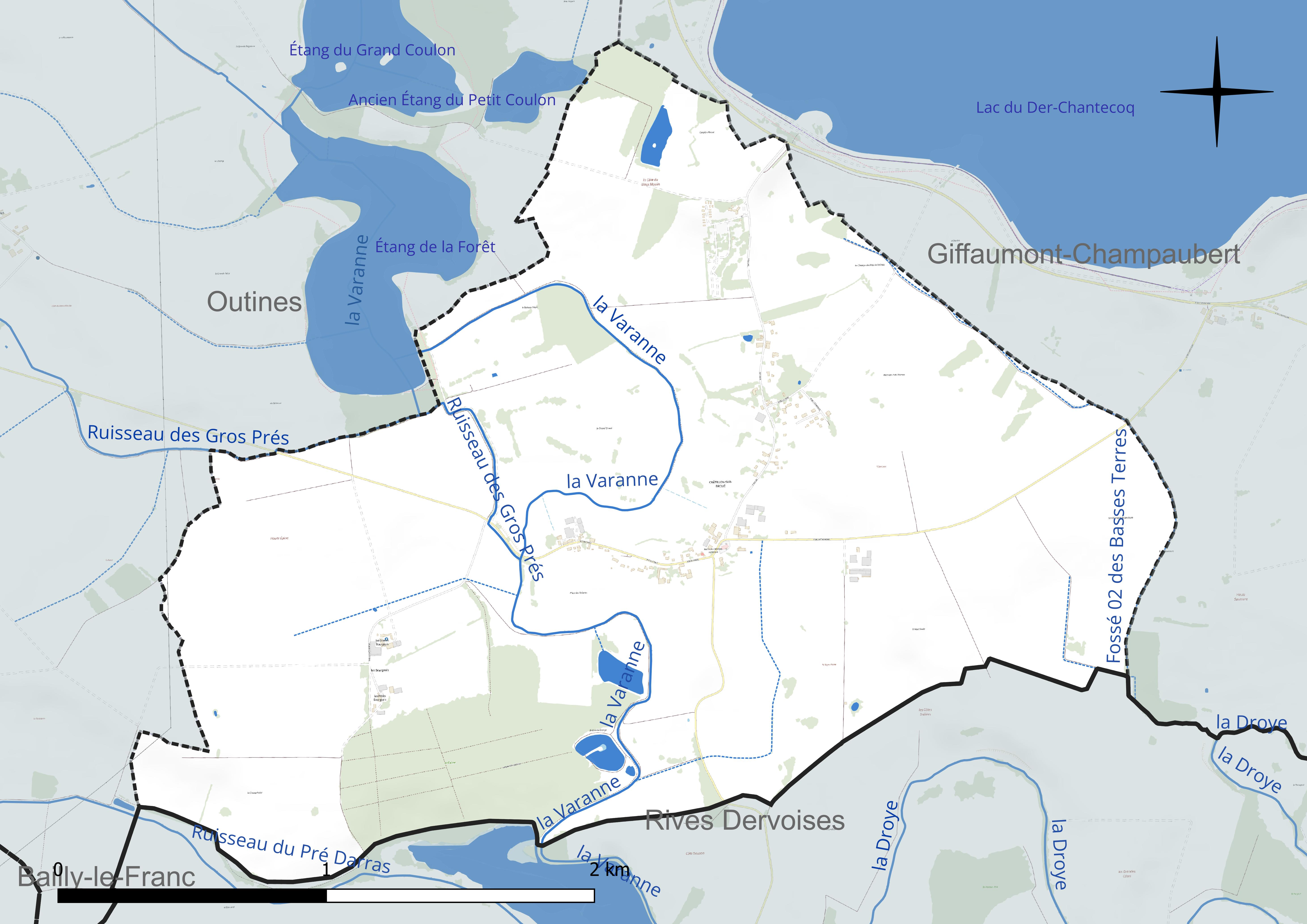
Réseau hydrographique de Châtillon-sur-Broué.

Le village se trouve au sud-ouest du lac du Der-Chantecoq.
Le marais du Petit Broué est une zone humide constituée d'un étang d'un hectare, d'une prairie humide de 2 ha et d'une partie boisée de 2 ha. Il est devenu propriété du Conservatoire du Littoral et des Rivages Lacustres en 2010.

### Climat
Pour des articles plus généraux, voir Climat du Grand Est et Climat de la Marne.
En 2010, le climat de la commune est de type climat océanique dégradé des plaines du Centre et du Nord, selon une étude du Centre national de la recherche scientifique s'appuyant sur une série de données couvrant la période 1971-2000. En 2020, Météo-France publie une typologie des climats de la France métropolitaine dans laquelle la commune est exposée à un climat océanique altéré et est dans la région climatique  Lorraine, plateau de Langres, Morvan, caractérisée par un hiver rude (1,5 °C), des vents modérés et des brouillards fréquents en automne et hiver.
Pour la période 1971-2000, la température annuelle moyenne est de 10,7 °C, avec une amplitude thermique annuelle de 16,2 °C. Le cumul annuel moyen de précipitations est de 815 mm, avec 12,1 jours de précipitations en janvier et 8,6 jours en juillet. Pour la période 1991-2020, la température moyenne annuelle observée sur la station météorologique de Météo-France la plus proche, « Soulaines », sur la commune de Soulaines-Dhuys à 19 km à vol d'oiseau, est de 11,2 °C et le cumul annuel moyen de précipitations est de 776,4 mm. 
La température maximale relevée sur cette station est de 41,9 °C, atteinte le 25 juillet 2019 ; la température minimale est de −19,1 °C, atteinte le 2 janvier 1997,,.
Les paramètres climatiques de la commune ont été estimés pour le milieu du siècle (2041-2070) selon différents scénarios d'émission de gaz à effet de serre à partir des nouvelles projections climatiques de référence DRIAS-2020. Ils sont consultables sur un site dédié publié par Météo-France en novembre 2022.

## Urbanisme

### Typologie
Au 1er janvier 2024, Châtillon-sur-Broué est catégorisée commune rurale à habitat très dispersé, selon la nouvelle grille communale de densité à sept niveaux définie par l'Insee en 2022.
Elle est située hors unité urbaine et hors attraction des villes,.

### Occupation des sols
L'occupation des sols de la commune, telle qu'elle ressort de la base de données européenne d’occupation biophysique des sols Corine Land Cover (CLC), est marquée par l'importance des territoires agricoles (88,6 % en 2018), en diminution par rapport à 1990 (94 %). La répartition détaillée en 2018 est la suivante : 
terres arables (52,6 %), prairies (35,2 %), forêts (7,5 %), zones urbanisées (3,8 %), zones agricoles hétérogènes (0,8 %), eaux continentales (0,2 %). L'évolution de l’occupation des sols de la commune et de ses infrastructures peut être observée sur les différentes représentations cartographiques du territoire : la carte de Cassini (XVIIIe siècle), la carte d'état-major (1820-1866) et les cartes ou photos aériennes de l'IGN pour la période actuelle (1950 à aujourd'hui).

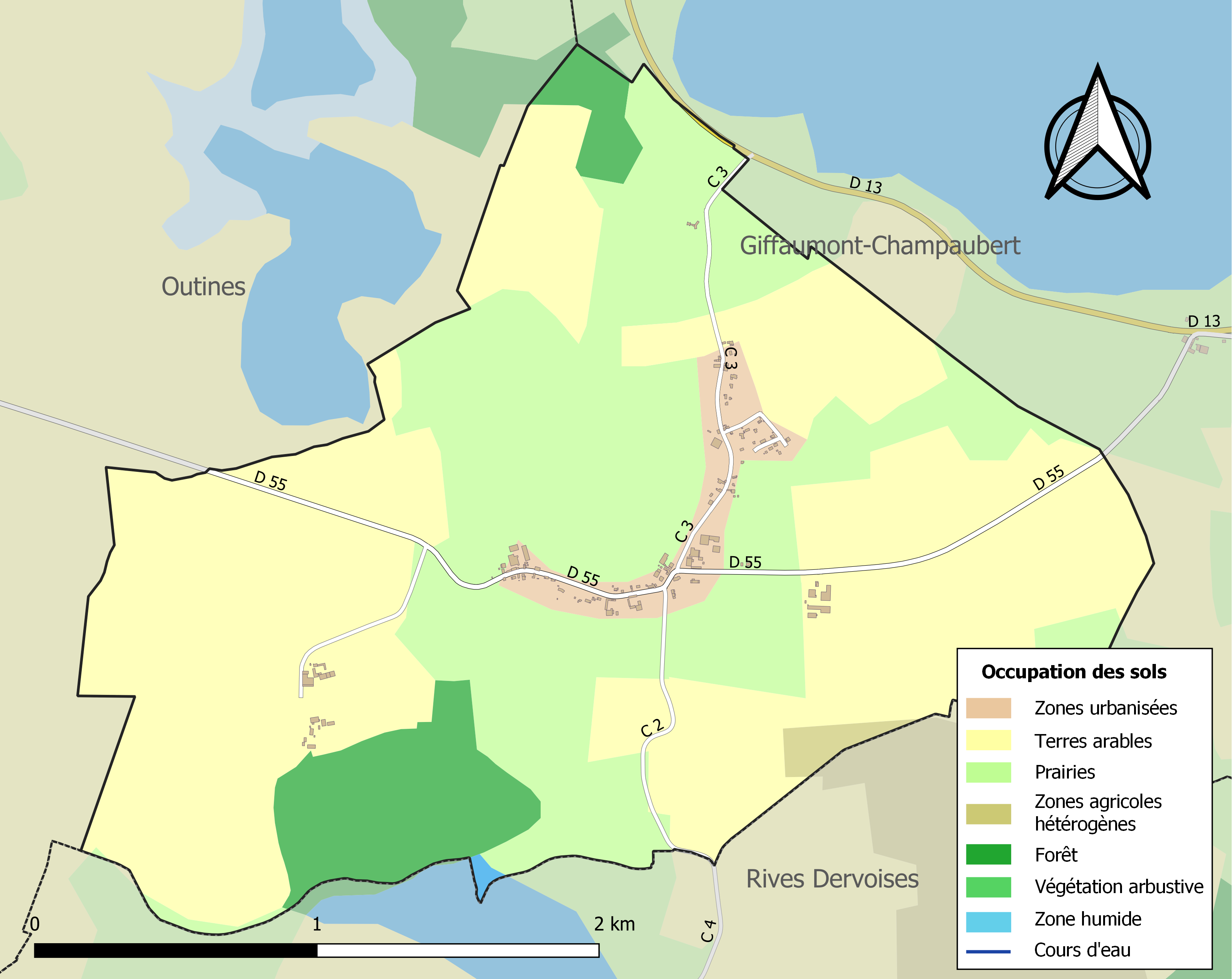
Carte des infrastructures et de l'occupation des sols de la commune en 2018 (CLC).

### Voies de communications et transports

#### Voies routières
La commune comprend le village-rue de Châtillon-sur-Broué, le long de la route départementale 55, ainsi que plusieurs fermes aux alentours.
- D 55 vers Outines[19].
- D 55 > D 13 vers Giffaumont-Champaubert.

#### Transports en commun
- Fluo Grand Est.

##### Lignes SNCF

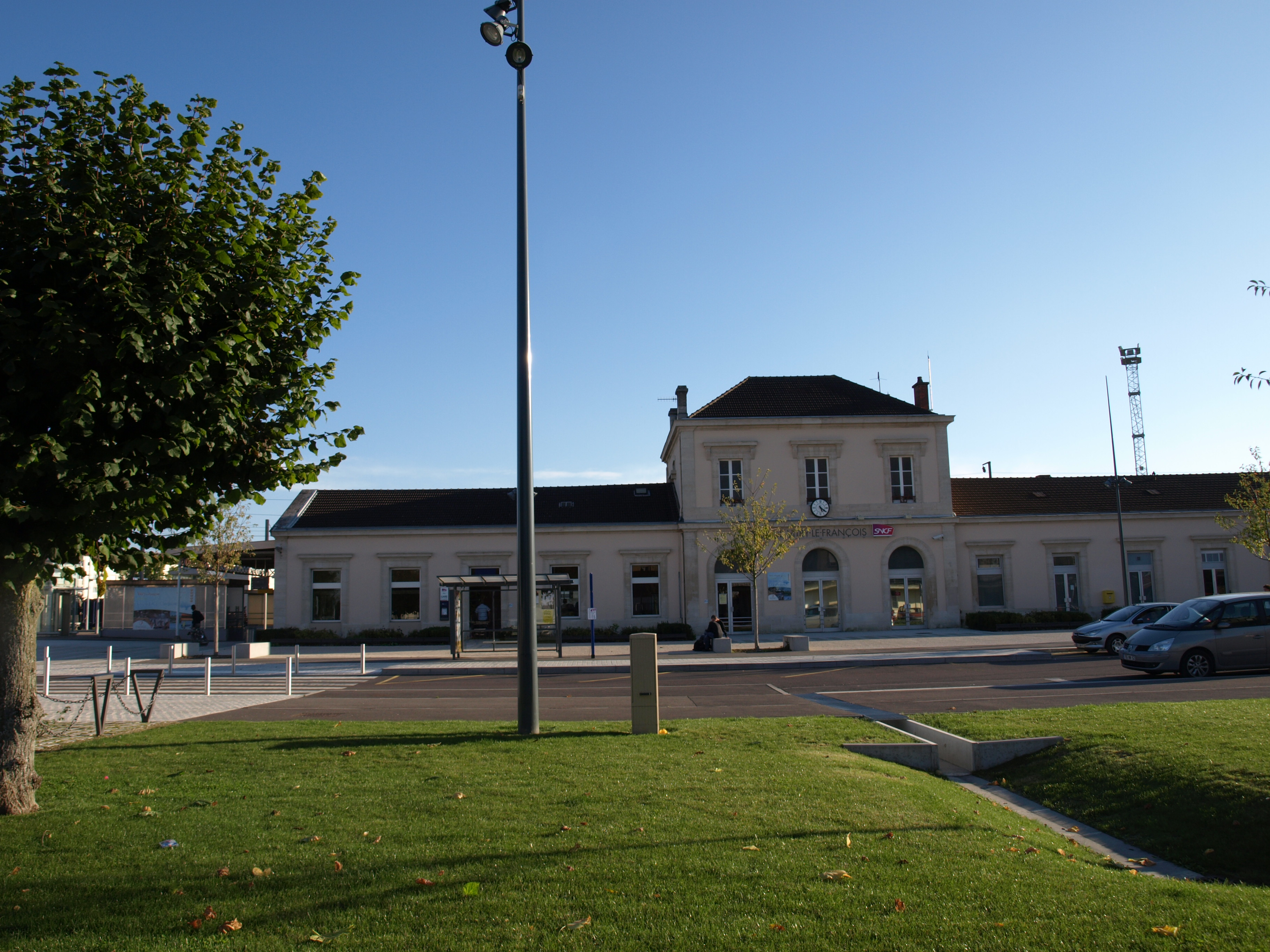
Gare de Vitry-le-François.

- Gare de Vitry-le-François,
- Gare de Saint-Dizier,
- Gare d'Eurville,
- Gare de Bayard.

### Risques naturels et technologiques
Commune située dans une zone 1 de sismicité très faible.

## Toponymie
Le nom de la localité est attesté sous les formes Chatillon (1289) ; Chastillon-sur-Broué (1376) ; Castellio (1407) ; Castellio subtus Broé (1443) ; Chastillon-soubz-Broué (1508) ; Chastillon-soubz-Brouel (1520) ; Chatillon-sur-Brouey (1607) ; Châtillon-sous-Broué (XVIIIe siècle).

Châtillon serait un dérivé, sans doute mérovingien, du bas latin castellum, diminutif de castrum, accompagné du suffixe -ionem. Castrum désigne d’abord tous les types de forteresse, depuis le simple donjon jusqu’à l’enceinte urbaine, puis se spécialise dans le sens de « château fort » et se réduit ensuite à celui de « grande maison de plaisance ».
Broué est le nom d'un marais, issu  du gaulois *bracu « lieu humide et fertile », de l’oïl brou « boue », et s'expliquerait par « une brousse à brouter ». Une brousse est un type de végétation, essentiellement composée de buissons, arbustes et plantes herbacées.

## Histoire
Commune appelée Châtillon-sur-Brouée en 1801, puis Châtillon-sur-Broué.
L’église, placée sous le vocable de Saint Nicolas, fait partie d’un groupe d’édifices ruraux en pans de bois et torchis des XVIe et XVIIe siècles. C’est une des plus anciennes du Perthois avec celle d’Outines.
La commune est une partie constituante du Bassin de vie 2022 de La Porte du Der.
Deux habitants ont été admis parmi les 4281 Justes parmi les nations de France pour avoir sauvé des personnes juives persécutées par le régime nazi et le gouvernement de Vichy : Henri et Léa Chaumont.

## Politique et administration

### Intercommunalité
La commune, antérieurement membre de la communauté de communes du Bocage champenois, est membre, depuis le 1er janvier 2014, de la communauté de communes Perthois-Bocage et Der.
En effet, conformément aux prévisions du schéma départemental de coopération intercommunale (SDCI) de la Marne du 15 décembre 2011, trois petites communautés de communes préexistantes :  
- la  communauté de communes du Bocage Champenois ;
- la communauté de communes Marne et Orconte ;
- la communauté de communes du Perthois ;
ont fusionné pour créer la nouvelle communauté de communes Perthois-Bocage et Der, à laquelle se sont également jointes une commune détachée de la  communauté de communes de Val de Bruxenelle (Favresse) et la commune isolée de Gigny-Bussy.

### Liste des maires
| Période                                  | Période                      | Identité                                  | Étiquette | Qualité |
| ---------------------------------------- | ---------------------------- | ----------------------------------------- | --------- | ------- |
| Les données manquantes sont à compléter. |                              |                                           |           |         |
| 1875                                     |                              | Champenois                                |           |         |
| 1876                                     |                              | Robert                                    |           |         |
| 1995                                     | 2008                         | Joël Reser                                |           |         |
| 2008                                     | 2014                         | Pierre Le Thies                           |           |         |
| 2014                                     | En cours (au 4 juillet 2014) | Joël Reser Réélu pour le mandat 2020-2026 |           |         |

### Finances communales
En 2021, le budget de la commune était constitué ainsi :
- total des produits de fonctionnement : 66 000 €, soit 863 € par habitant ;
- total des charges de fonctionnement : 55 000 €, soit 715 € par habitant ;
- total des ressources d'investissement : 81 000 €, soit 1 058 € par habitant ;
- total des emplois d'investissement : 6 000 €, soit 81 € par habitant ;
- endettement : 0 €, soit 5 € par habitant.

Avec les taux de fiscalité suivants :
- taxe d'habitation : 8,66 % ;
- taxe foncière sur les propriétés bâties : 23,17 % ;
- taxe foncière sur les propriétés non bâties : 8,33 % ;
- taxe additionnelle à la taxe foncière sur les propriétés non bâties : 13,17 % ;
- cotisation foncière des entreprises : 9,93 %.

Chiffres clés Revenus et pauvreté des ménages en 2020 : médiane en 2020 du revenu disponible, par unité de consommation.

## Équipements et services publics

### Eau et déchets
Le service public des déchets est assuré par le Syndicat mixte du Sud-Est Marnais (SYMSEM), qui a mis en place une redevance incitative. La collecte des ordures ménagères résiduelles (en bacs noirs pucés ou en sacs rouges prépayés) et des emballages ménagers recyclables (en sacs jaunes) est réalisée en porte à porte. Le SYMSEM adhérant au syndicat de valorisation des ordures ménagères de la Marne (SYVALOM), ces déchets sont amenés en centre de transfert à Sainte-Menehould ou Vitry-en-Perthois, puis valorisés sur le site de La Veuve. La collecte du verre se fait en apport volontaire, avant transformation dans une usine de Reims. Pour les déchets volumineux ou dangereux, le SYMSEM met à disposition de ses habitants une plateforme de déchets verts et gravats, à Saint-Amand-sur-Fion, ainsi que 12 déchèteries, à Arrigny, Courtisols, Givry-en-Argonne, Mairy-sur-Marne, Pargny-sur-Saulx, Pogny, Sainte-Menehould, Thiéblemont-Farémont, Valmy, Vanault-les-Dames, Villers-en-Argonne et Ville-sur-Tourbe.

### Enseignement
Établissements d'enseignements :
- Écoles maternelles et primaires à Rives Dervoises, Planrupt, La Porte du Der, Ceffonds, Sainte-Marie-du-Lac-Nuisement.
- Collèges à La Porte du Der, Wassy, Saint-Dizier, Frignicourt.
- Lycées à Wassy, Vitry-le-François, Saint-Dizier.

### Santé
Professionnels et établissements de santé :
- Médecins à Montier-en-Der, Chavanges, Louvemont, Somsois,
- Pharmacies à Montier-en-Der, Chavanges, Thiéblemont-Farémont, Frignicourt, Wassy,
- Hôpitaux à Montier-en-Der, Wassy, Saint-Dizier.

### Postes et télécommunications
Deux boîtes aux lettres de La Poste se trouvent sur le territoire de la commune, rue d'Outines et rue de la Loge. Le bureau de poste le plus proche est situé à Rives Dervoises en Haute-Marne, à environ 3 km de Châtillon-sur-Broué. La commune partage toutefois son code postal avec le bureau de poste de Saint-Remy-en-Bouzemont (51290).

### Justice, sécurité et secours
Du point de vue judiciaire, Châtillon-sur-Broué relève du conseil de prud'hommes, du tribunal de commerce, du tribunal judiciaire, du tribunal paritaire des baux ruraux et du tribunal pour enfants de Châlons-en-Champagne, dans le ressort de la cour d'appel de Reims. Pour le contentieux administratif, la commune dépend du tribunal administratif de Châlons-en-Champagne et de la cour administrative d'appel de Nancy.
Châtillon-sur-Broué est située en secteur Gendarmerie nationale et dépend de la brigade de Saint-Remy-en-Bouzemont-Saint-Genest-et-Isson.
En matière d'incendie et de secours, la caserne la plus proche est celle de Saint-Remy-en-Bouzemont, rattachée au Service départemental d'incendie et de secours (SDIS) de la Marne.

## Population et société

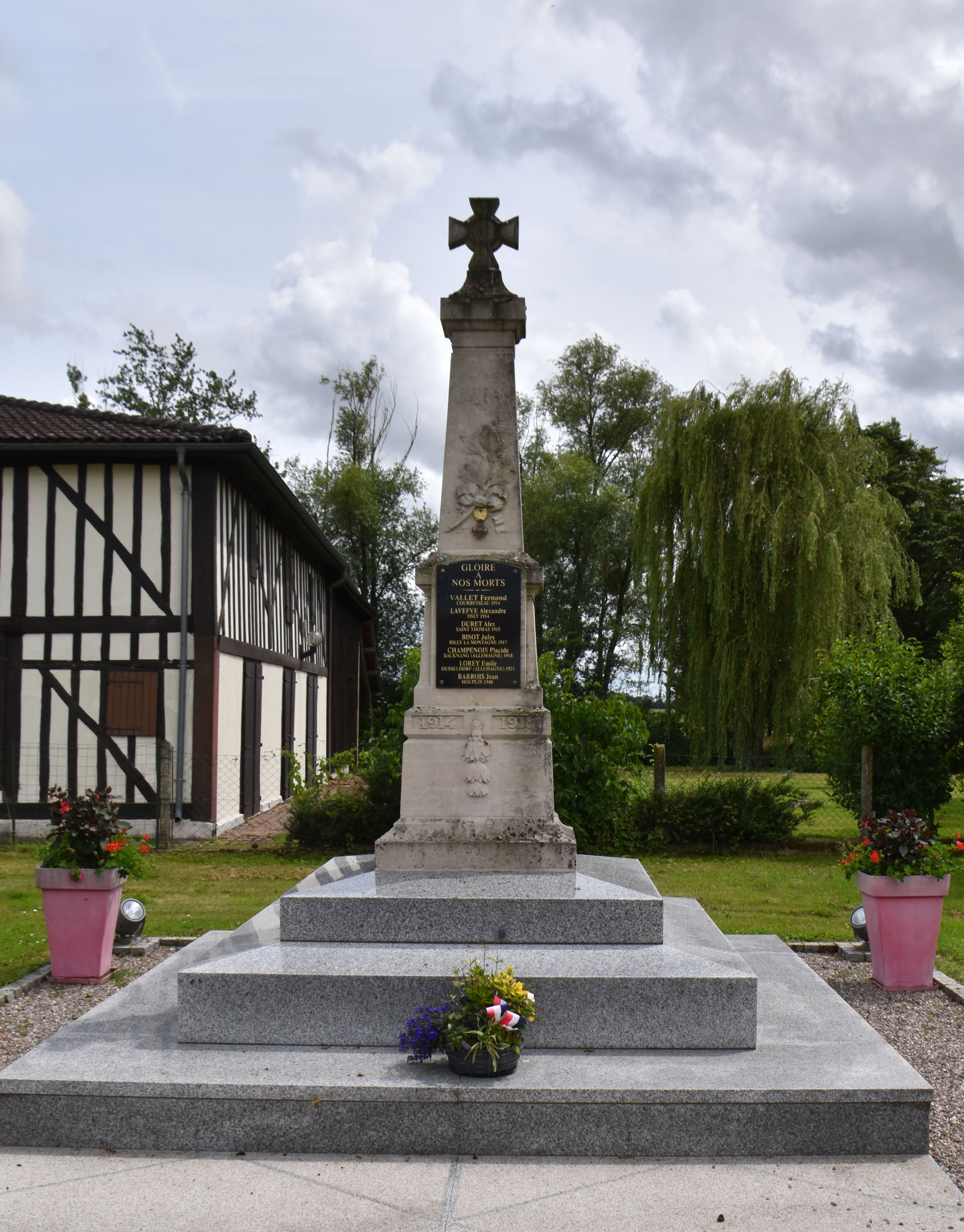
Le monument aux morts.

### Démographie

#### Pyramide des âges
L'évolution du nombre d'habitants est connue à travers les recensements de la population effectués dans la commune depuis 1793. Pour les communes de moins de 10 000 habitants, une enquête de recensement portant sur toute la population est réalisée tous les cinq ans, les populations de référence des années intermédiaires étant quant à elles estimées par interpolation ou extrapolation. Pour la commune, le premier recensement exhaustif entrant dans le cadre du nouveau dispositif a été réalisé en 2007.

En 2022, la commune comptait 85 habitants, en évolution de +13,33 % par rapport à 2016 (Marne : −1,19 %, France hors Mayotte : +2,11 %).
| 1793 | 1800 | 1806 | 1821 | 1831 | 1836 | 1841 | 1846 | 1851 |
| ---- | ---- | ---- | ---- | ---- | ---- | ---- | ---- | ---- |
| 100  | 126  | 107  | 97   | 134  | 142  | 141  | 156  | 156  |

| 1856 | 1861 | 1866 | 1872 | 1876 | 1881 | 1886 | 1891 | 1896 |
| ---- | ---- | ---- | ---- | ---- | ---- | ---- | ---- | ---- |
| 149  | 162  | 163  | 159  | 160  | 154  | 158  | 136  | 136  |

| 1901 | 1906 | 1911 | 1921 | 1926 | 1931 | 1936 | 1946 | 1954 |
| ---- | ---- | ---- | ---- | ---- | ---- | ---- | ---- | ---- |
| 142  | 131  | 130  | 98   | 85   | 90   | 87   | 75   | 72   |

| 1962 | 1968 | 1975 | 1982 | 1990 | 1999 | 2006 | 2007 | 2012 |
| ---- | ---- | ---- | ---- | ---- | ---- | ---- | ---- | ---- |
| 58   | 57   | 43   | 53   | 53   | 60   | 61   | 62   | 68   |

| 2017 | 2022 | - | - | - | - | - | - | - |
| ---- | ---- | - | - | - | - | - | - | - |
| 77   | 85   | - | - | - | - | - | - | - |

### Cultes
- Culte catholique, Paroisse Saint Jean Apôtre de Marne Et Bocage[53], Diocèse de Châlons-en-Champagne.

## Économie

### Entreprises et commerces

#### Agriculture
- Élevage d'autres bovins et de buffles.
- Culture de la vigne.
- Culture et élevage associés.

#### Tourisme
- Hébergements et restauration à Châtillon-sur-Broué, Droyes, Le Voy, Giffaumont-Champaubert.
- Camping Le Clos Du Vieux Moulin[54].

#### Commerces
- Commerces et services de proximité.

## Culture et patrimoine

### Lieux et monuments

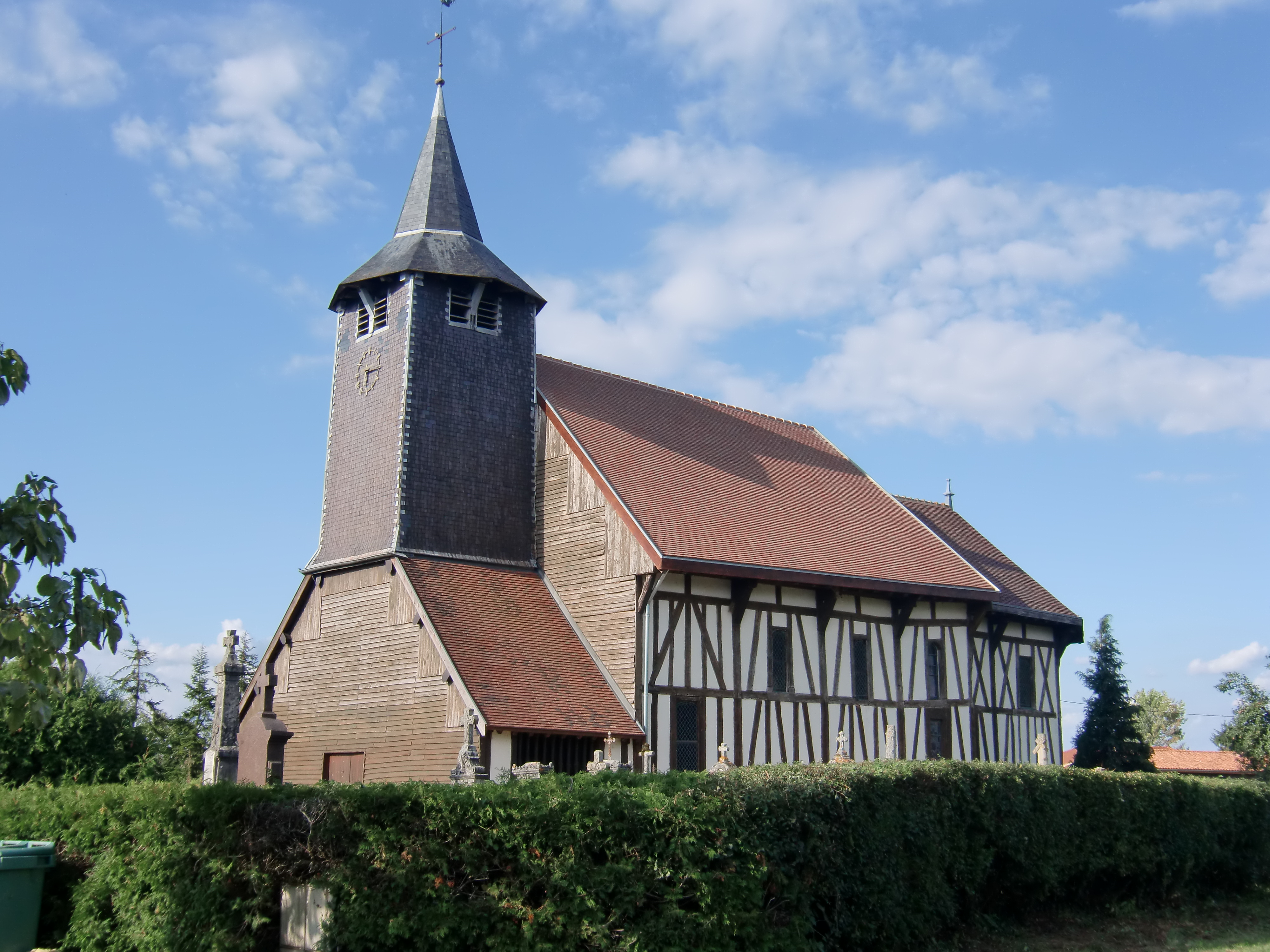
L'église de la Nativité-de-la-Vierge.

- L'église de la Nativité-de-la-Vierge est une des églises à pans de bois du Pays du Der. Elle date des XVIe et XVIIe siècles. Elle est inscrite sur l'inventaire supplémentaire des monuments historiques en 1977[55]. Elle compte un intéressant clocher à doubles pans, sur portique, et des vitraux du XIXe siècle.

L'église abritait autrefois une statue de la Vierge à l'Enfant, classée, datant du XVIe siècle, mais elle est aujourd'hui disparue. De même, les vitraux de l'église représentant les disciples d'Emmaüs, la Vierge de Pitié, l'Assomption et une donatrice ont été détruits en 1973 par un ouragan. Ils étaient eux aussi du XVIe siècle et classés monument historique.
- Monument aux morts[58] : Conflits commémorés : Guerres 1914-1918 - 1939-1945[59].
- Lac du Der-Chantecoq.

### Personnalités liées à la commune
- Louis Baquet, soldat durant la première guerre mondiale, Louis, Léon Baquet, né le 22 avril 1876 à Doullens (Somme), 2ème canonnier du 31e régiment d'artillerie lourde tractée, mort le 9 juillet 1917 à Châtillon-sur-Broué. Une plaque de commémoration nominative a été dévoilée à son attention le 11 novembre 2022, après qu'il soit resté 105 ans "soldat inconnu"[60],[61].